# Östgöta bergslag
Östgöta bergslag omfattar två geografiska områden i Östergötland, i södra respektive norra delen. Den sydliga var känd för sin kopparhantering och den nordliga för sitt järnproducerande.

## Åtvidabergs bergslag
Kopparfyndigheter gav under medeltiden upphov till ett bergslag omfattande nio socknar med Åtvidaberg som centrum, vilket har resulterat i att Åtvidabergs kommun har gott om lämningar från bergshantering, bara i Åtvids socken hittas ett 30-tal. Bersbo och Mormorsgruvan är kända gruvorter, även tätorten Åtvidaberg uppstod såsom ett brukssamhälle kring ett kopparverk.

### Gruvdriften fram till 1700-talet
Det äldsta privilegiebrevet för Åtvidabergs bergslag utfärdades av Erik av Pommern 1413, men bergsbruk syntes sedan lång tid förekommit i trakten. I privilegiebrevet kungörs att de som gör bergsverk i Åtvidaberg ska få samma frihet, frälse, nåd och privilegier som Stora Kopparberget i fråga om ström, väg, skog och andra stycken. Ett nytt privilegiebrev utfärdades av Karl Knutsson (Bonde) 1468 som ger bergslaget fler privilegier, till exempel att välja bergsfogde och hög grad av handelsfrihet, och 1513 bekräftades privilegierna av Sten Sture den yngre.
Gruvorna torde ha bearbetats sedan före slutet av 1400-talet, och traditionen förlägger bergsbruket i Åtvidabergs bergslag till tiden "före digerdöden". Gamla gruvöppningar och slaggvarp efter forna hyttor visar att bergsbruk har förekommit i trakten sedan lång tid. Gruvdrift idkades bland annat av biskop Hans Brask som, innan landsflykten, fyllde igen de gruvhål som bearbetats av honom vid Bersbo, samt av hertig Johan av Östergötland, som införskrev tyska bergsmän, varav namnet Garpen på en gammal gruva. Driften låg nere större delen av 1500-talet och 1600-talet på grund av vattudräkt.

### Tas åter upp under 1700-talets mitt
Under åren 1743-1745 började inspektören Jonas Solberg och undermarkscheidern Erik Solberg systematiskt sovra de gamla slaggvarpen samt bearbeta några gruvor i Åtvids socken, vilket ej blev lönsamt utan nedlades. År 1754 grundade fänrik David Hallonqvist det som kom att bli Åtvidabergs kopparverk, ty efter att han hade associerat sig med direktören A. Schenbom och krigsrådet Johan Adelswärd, fick han den 2 maj 1761 till stånd ett bolag med 100 lotter, vilket med Adelswärd som disponent bedrev arbetet med kraft. Småningom samlade Adelswärd alla lotterna på sin hand, och Åtvidabergs kopparverk ingick som en del i det av honom och hans hustru 1781 stiftade fideikommisset Baroniet Adelswärd.

## Norra Östgöta bergslag
Det fanns bergslag i Hällestad och Vånga på 1500-talet och en hammare i Finspång. Godegård i nordvästra Östergötland har utgjort egen bergslag men drogs in 1691 även om namnet fortsatte användas ett tag.